# Gerhard Trölitzsch
Gerhard Trölitzsch (* 2. März 1926 in Oberfrohna; † 12. April 2017) war ein deutscher SED-Funktionär.

## Leben
Trölitzsch, Sohn eines Zimmermanns und einer Näherin, besuchte von 1932 bis 1940 die Volksschule in Oberfrohna. Von 1936 bis 1940 war er Mitglied im Deutschen Jungvolk und anschließend bis 1943 Mitglied der Hitlerjugend. Von 1940 bis 1943 absolvierte er eine Ausbildung zum Maurer in Limbach. 1943 wurde er zunächst zum Reichsarbeitsdienst und dann zur Wehrmacht eingezogen. 1945 geriet er in Frankreich in amerikanische Kriegsgefangenschaft.
Im Frühjahr 1946 aus der Kriegsgefangenschaft entlassen, kehrte Trölitzsch nach Oberfrohna zurück und war wieder als Maurer tätig. 1946 schloss er sich der SED an. 1946/47 besuchte er die Arbeiter-und-Bauern-Fakultät in Chemnitz und studierte anschließend von 1947 bis 1953 Architektur an der Technischen Hochschule Dresden. Sein Studium schloss er als Diplomingenieur ab. Von 1953 bis 1956 war er persönlicher Referent beim Präsidenten der Deutschen Bauakademie Kurt Liebknecht. Von 1955 bis 1958 studierte Trölitzsch an der Parteihochschule „Karl Marx“ mit Abschluss als Diplom-Gesellschaftswissenschaftler. 1958/1959 wirkte er als Bauingenieur in der Aufbauleitung des Kraftwerks Lübbenau. Ab 1959 war er Mitarbeiter, von 1960 bis 1989 Leiter der Abteilung Bauwesen im ZK der SED. Ab 1976 war er Kandidat, von 1981 bis 1989 Mitglied des ZK der SED. Ab 1976 war er auch Mitglied der Wirtschaftskommission beim Politbüro des ZK der SED. Im Dezember 1989 und im Januar 1990 war er maßgeblich an der organisatorischen Auflösung des ZK der SED beteiligt.
Von 1959 bis 1964 war er Mitglied des Zentralvorstandes der Gewerkschaft IG Bau-Holz im FDGB. Ab 1962 gehörte er dem Redaktionskollegium der SED-Zeitschrift Neuer Weg an. Trölitzsch war zudem ordentliches Mitglied der Deutschen Bauakademie.

## Schriften
- (zusammen mit Horst Hahn, Berny Heumann): Über die Erfahrungen in der Parteiarbeit auf den Großbaustellen. Dietz, Berlin 1963.
- Größte Aufmerksamkeit den Investitionen – ein Erfordernis der technischen Revolution. In: Einheit, 19 (1964), Heft 9/10, S. 120–131.

## Auszeichnungen
- Vaterländischer Verdienstorden in Bronze (1964), in Silber (1969) und in Gold (1974)
- Karl-Marx-Orden (1986)